# غواصة يو-20 (ألمانيا)
غواصة يو-20 كانت واحدة من 329 غواصة تخدم في البحرية الإمبراطورية الألمانية أثناء الحرب العالمية الأولى. تم إطلاقها في 18 ديسمبر 1912، ودخلت الخدمة في 5 أغسطس 1913. خلال الحرب العالمية الأولى، شاركت في عمليات حول الجزر البريطانية. أصبحت يو-20 سيئة السمعة بعد إغراقها
لسفينة آر إم إس لوسيتانيا القادمة من الولايات المتحدة إلى إيرلندا على بعد 11 ميل (18 كم) قبالة الساحل الجنوبي لأيرلندا. تلا هذا الهجوم إعلان الولايات المتحدة للحرب على ألمانيا عام 1917.